# هانس ماير (أستاذ جامعي)
هانس ماير (بالألمانية: Hans Meyer)‏ هو ناشر ألماني، ولد في 22 مارس 1858 في هيلدبورغهاوزن في ألمانيا، وتوفي في 5 يوليو 1929 في لايبزيغ في ألمانيا.

## وصلات خارجية
- هانس ماير على موقع الموسوعة البريطانية (الإنجليزية)